# Tadrart Acacus

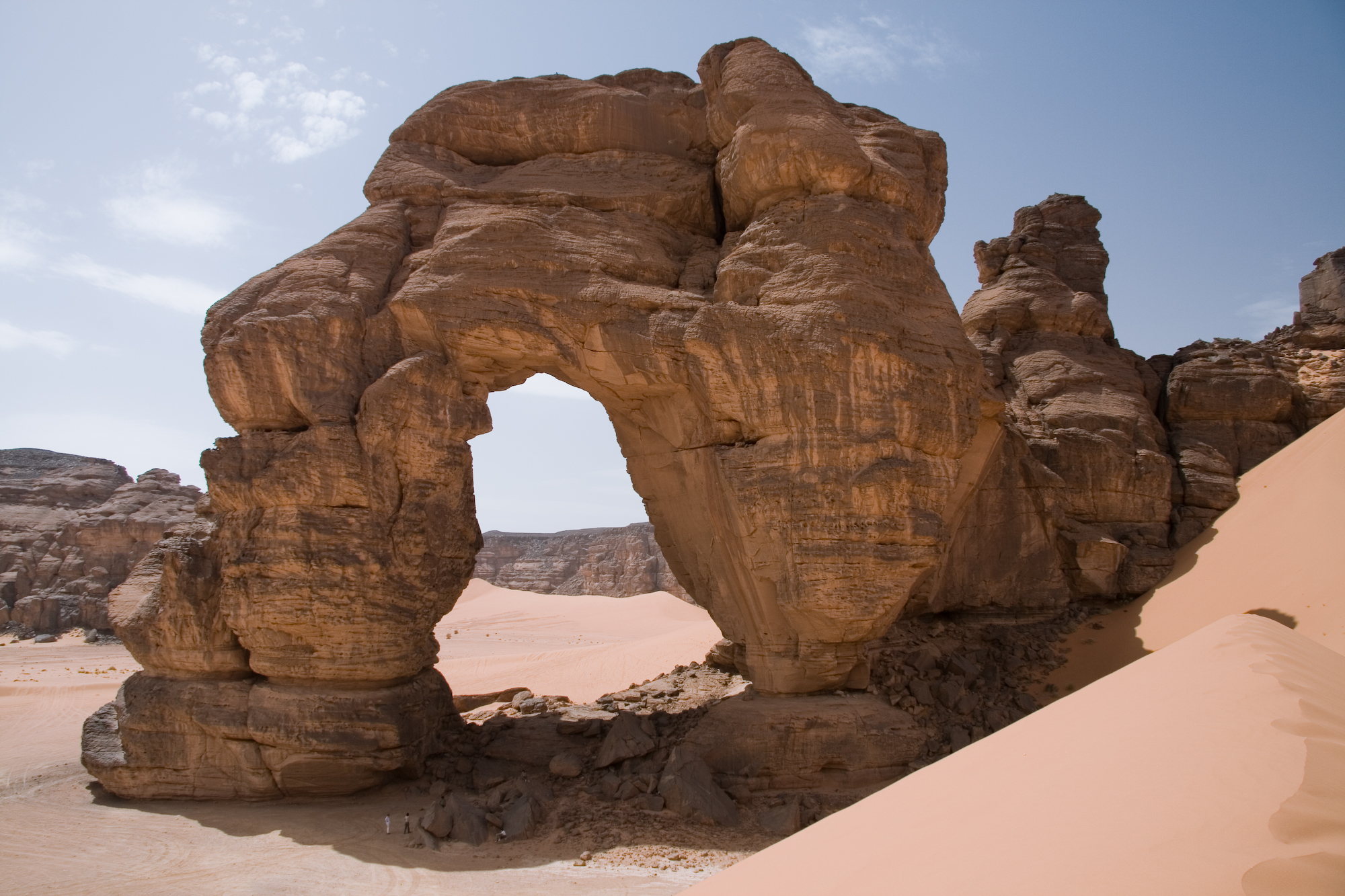
Arco di Fozzigiaren nel Tadrart Acacus

Tadrart Acacus (in arabo  تدرارت أكاكوس‎?) è un'area montuosa del Sahara, che si trova nel Fezzan, nella parte sud-ovest della Libia, vicino alla città di Ghat. L'altezza massima è di 1410 m. Il massiccio del Tadrart costituisce da un punto di vista geografico la prosecuzione nel territorio libico dell'altopiano algerino del Tassili n'Ajjer.
Tadrart significa 'montagna' nel linguaggio dei nativi dell'area.
Il versante sud-occidentale del Tadrart prende il nome di Acacus. L'Acacus ha una grande varietà di paesaggi, dalle dune di vari colori ad archi, gole, rocce e montagne. Di particolare fascino sono gli archi di Afzejare e Tin Khlega. Benché quest'area sia una delle più aride del Sahara, è presente della vegetazione, tra cui la Calotropis procera.
Il sito è famoso per la sua grande collezione di arte rupestre preistorica che è stata ritrovata in diversi luoghi all'interno di caverne e ripari sotto le rocce.
Quest'area è stata iscritta come Patrimonio dell'umanità dall'UNESCO nel 1985 per l'importanza delle pitture rupestri e incisioni che visi trovano. Le pitture sono state datate dal 12.000 a.C. al 100 d.C. e riflettono i cambiamenti culturali e naturali nell'area. Le pitture e le incisioni rappresentano animali come giraffe, elefanti, struzzi e dromedari, ma anche di uomini e cavalli. Gli uomini sono riprodotti in varie situazioni di vita quotidiana come nell'atto di danzare e di suonare.